# Renaud Jay
Renaud Jay (Moûtiers, 12 agosto 1991) è un fondista francese.

## Biografia
Jay, originario di Saint-Martin-de-Belleville, ha debuttato in campo internazionale il 3 gennaio 2009 a Meaudre in Alpen Cup (54º) e ha esordito in Coppa del Mondo il 3 dicembre 2011 nella sprint di Düsseldorf, classificandosi 65º.
Ha esordito ai Giochi olimpici invernali a Soči 2014, dove è stato 14º nella sprint, e ha ottenuto il primo podio in Coppa del Mondo il 17 gennaio 2016 a Planica, classificandosi 2º in una sprint s squadre. Ai Mondiali di Lahti 2017, suo esordio iridato, si è classificato 30° nella sprint; ai successivi Mondiali di Seefeld in Tirol 2019 è stato 19º nella sprint. Il 12 gennaio 2020 ha ottenuto a Dresda la sua prima vittoria in Coppa del Mondo e ai Mondiali di Oberstdorf 2021 si è classificato 32º nella sprint; l'anno dopo ai XXIV Giochi olimpici invernali di Pechino 2022 si è piazzato 27º nella sprint, mentre ai Mondiali di Planica 2023 ha conquistato la medaglia di bronzo nella sprint a squadre ed è stato 8º nella sprint.

## Palmarès

### Mondiali
- 1 medaglia:
  - 1 bronzo (sprint a squadre a Planica 2023)

### Coppa del Mondo
- Miglior piazzamento in classifica generale: 23º nel 2023
- 3 podi (a squadre):
  - 2 vittorie
  - 1 secondo posto

#### Coppa del Mondo - vittorie
| Data            | Località | Nazione  | Spec.                      |
| --------------- | -------- | -------- | -------------------------- |
| 12 gennaio 2020 | Dresda   | Germania | TS TL (con Lucas Chanavat) |
| 22 gennaio 2023 | Livigno  | Italia   | TS TL (con Richard Jouve)  |

Legenda:

TS = sprint a squadre

TL = tecnica libera

#### Coppa del Mondo - competizioni intermedie
- 1 podio di tappa:
  - 1 terzo posto